# Gemarkung Enchenreuth

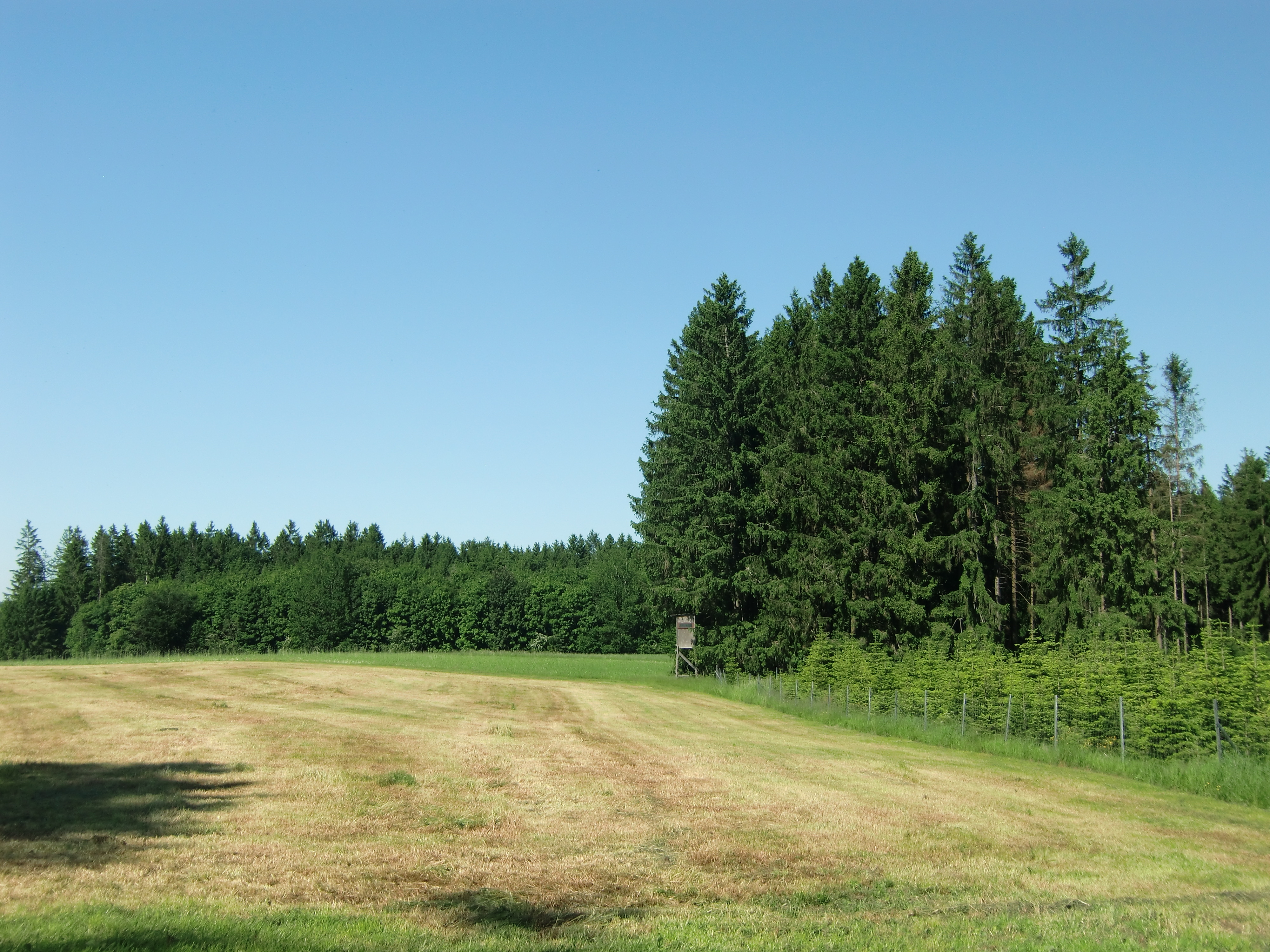
Im Südosten der Gemarkung

Die Gemarkung Enchenreuth liegt vollständig auf dem Gemeindegebiet der Stadt Helmbrechts im Landkreis Hof (Oberfranken, Bayern).

## Geografie
Die Gemarkung hat eine Fläche von 6,919 km² und ist in 1246 Flurstücke aufgeteilt, die eine durchschnittliche Fläche von 5552,84 m² haben. In ihr liegen die Gemeindeteile Bischofsmühle, Buckenreuth, Enchenreuth, Oberbrumberg und Unterbrumberg.

### Benachbarte Gemarkungen
Die Nachbargemarkungen sind:
| - Gemarkung Döbra - Gemarkung Gösmes - Gemarkung Heinersreuth - Gemarkung Helmbrechts | - Gemarkung Oberweißenbach - Gemarkung Schlackenreuth - Gemarkung Schlockenau - Gemarkung Walberngrün |